# بيل بينيت (مخرج)
بيل بينيت (بالإنجليزية: Bill Bennett)‏ هو كاتب سيناريو ومنتج أفلام ومخرج أسترالي، ولد في 1953 في لندن في المملكة المتحدة.

## وصلات خارجية
- بيل بينيت على موقع IMDb (الإنجليزية)
- بيل بينيت على موقع ألو سيني (الفرنسية)
- بيل بينيت على موقع أول موفي (الإنجليزية)
- بيل بينيت على موقع قاعدة بيانات الأفلام السويدية (السويدية)
- بيل بينيت على موقع قاعدة بيانات الفيلم (الإنجليزية)
- بيل بينيت على موقع كينوبويسك (الروسية)